# Martin Lind
Martin Claes Lind, född 14 mars 1944 i Malmö, är en svensk teolog och biskop emeritus inom Svenska kyrkan och den Lutherska Kyrkan i Storbritannien. Han var biskop i Linköpings stift från 1995 till 2011. Han var biskop i den Lutherska Kyrkan i Storbritannien från 2014 till 2019.

## Biografi
Martin Lind är son till kyrkoherden Allan Lind och vävläraren Dagmar Lind, född Westrup. Som tonåring var Lind aktiv i Malmö Kristliga Gymnasistförbund (Malmö KGF) där han var ordförande. Samtidigt var han aktiv i tredjegradsorden Societas Sanctae Birgittae (SSB) men en kort tid efter prästvigningen lämnade han SSB. Lind tog organist- och kantorsexamen i Malmö 1962 och studerade därefter teologi vid Lunds universitet där han blev teologie kandidat 1966. Lind prästvigdes 1966 för Lunds stift med åldersdispens från regeringen. Under läsåret 1967–1968 arbetade han som resesekreterare inom Kristna Gymnasiströrelsens södra avdelning (Lunds och Växjö stift). Han var aktiv i Kristliga Studentförbundet i Lund och blev dess ordförande hösten 1966 och blev vice ordförande i Kyrkliga Studentrörelsen 1969. Han var ordförande för den ekumeniska Kristna Studentrörelsen i Sverige (KRISS) 1972–1977.
1968 var han engagerad i Kyrkornas Världsråd fjärde generalförsamling i Uppsala. Under generalförsamlingen var han tillsammans med sedermera professorn Per Frostin huvudredaktör för en kritisk ungdomstidning "Hot News" som utgavs dagligen under generalförsamlingen av en internationell och ekumenisk redaktion av unga intellektuella. Efter "Hot News" som var ett enskilt initiativ utges vid varje generalförsamling en motsvarande daglig tidning som speglar generalförsamlingens förlopp.
Hösten 1968 deltog Lind som ledare i en aktion i Lunds domkyrka. En stor grupp diplomater gästade Lund som turister. I gruppen fanns representanter för den sydafrikanska apartheidregimen. När gruppen kom till domkyrkan möttes den av en studentförsamling som omedelbart började sjunga "We shall overcome" med versen "Black and white together". Den planerade turistinformationen om domkyrkan kunde inte framföras på grund av församlingens sång. Lind ledde därefter i kryptan en förbönsgudstjänst för de svarta i södra Afrika. Våren 1969 åtalades han tillsammans med fyra andra för anstiftan till förargelseväckande beteende, vilket Lind fälldes och fick 75 kronor i böter för. 
Efter forskarutbildning och anställning som förste amanuens i systematisk teologi vid teologiska institutionen i Lund disputerade Lind 1975 på en avhandling om Kristendom och nazism och blev docent i dogmatik 1976. Han var universitetslektor 1975-1977.
Åren 1978–1980 arbetade Martin Lind som lärare vid den indiska högskolan i Madurai, Tamilnadu Theological Seminary (TTS), formellt utsänd som missionär av Svenska kyrkans mission. Under sista året utnämndes han till vice rektor (Vice Principal) och hade ett övergripande ansvar för undervisningen i luthersk teologi vid det ekumeniska seminariet.
Åren 1980-1987 var Martin Lind kyrkoherde i Kävlinge pastorat i Lunds stift. Men under åren 1983–1985 var han tjänstledig från kyrkoherdetjänsten för att vara tillförordnad rektor vid Svenska Kyrkans Pastoralinstitut i Lund. År 1987 utnämndes han till ordinarie rektor vid pastoralinstitutet och stannade där till 1990, då han tillträdde tjänsten som domprost i Uppsala stift. Han utnämndes av regeringen till biskop i Linköpings stift med tillträde den 1 februari 1995.
Lind är socialdemokrat och har haft olika kyrkopolitiska uppdrag för Socialdemokraterna; under åren 1983-1995 var Lind vald ledamot av Svenska kyrkans kyrkomöte och utsågs till ledamot i Svenska kyrkans läronämnd. År 1984 valdes han till vice ordförande i Svenska kyrkans nämnd för mellankyrkliga och ekumeniska förbindelser (MEF-nämnden). 
Lind är engagerad för kyrkans närvaro i samhällsdebatten, för det ekumeniska arbetet i att ena de kristna, förnyelse av kyrkans gudstjänster mot en "söndaglig folklig mässa" och för en återupptäckt av pilgrimstraditionen. 1997 fick Lind i Vadstena inviga Nordens första pilgrimscentrum efter reformationen. Ett uthålligt och energiskt förarbete hade gett resultat. Som en del i pilgrimscentrums verksamhet arrangerar Linköpings stift och biskopen årligen pilgrimsfärder för unga vuxna. År 2005 åkte Lind med ett stort antal ungdomar från stiftet på en pilgrimsfärd till Nidarosdomen i Trondheim i Norge. År 2006 gick pilgrimsfärden till Lisieux i Frankrike, 2007 gick färden till Canterbury i England, 2008 till Viborgs pilgrimscentrum i Danmark och 2009 till katedralen i Chartres i Frankrike.
Under sju år har Martin Lind varit med i den officiella dialogen mellan Svenska kyrkan, Finlands evangelisk-lutherska kyrka, Stockholms katolska stift och Helsingfors katolska stift. Initiativet togs av kardinal Cassidy vid Svenska kyrkans jubelfest 1993. Av olika skäl fördröjdes igångsättandet. Den slutliga texten antogs 2009. I denna föreslås att de involverade kyrkorna ska närma sig varandra utifrån tanken på ”systerkyrkor”.
Lind har på senare år engagerat sig i dialogen med muslimer. 2008 grundade han ett interreligiöst råd för Östergötland och norra Småland. I rådet sitter representanter för islam, judendom och olika kristna traditioner. Rådet har redan hunnit verka med flera insatser. Martin Lind inbjöds 2007 till stormuftin Mustafa Cedic i Sarajevo, Europas främste ledare inom islam, och besökte verkligen stormuftin tillsammans med en delegation från Linköpings stift och Linköpings universitet.
I debatten om de homosexuellas plats i kyrkan har Martin Lind tidigast av alla biskopar sedan 2007 offentligt argumenterat för samkönade äktenskap. Han hävdade att begreppet partnerskap är otillräckligt för att beteckna en livsvarig relation mellan två människor. 
Lind är sedan 1997 ledamot av Gastronomiska akademien.
Lind var gift först från 1968 med missionsdirektor Hilda Blomstrand (1943–2016) och sedan från 2019 med psykiatern Karin Rodhe (född 1944).